# Agrotis barthoi
Agrotis barthoi là một loài bướm đêm trong họ Noctuidae.